# Larry Clavier
Larry Clavier (Bondy, 9 gennaio 1981) è un calciatore francese, centrocampista del Moulien.

## Carriera

### Club
Comincia a giocare nel Moulien. Nel 2001 si trasferisce al Racing Club Paris. Nel 2005 viene acquistato dall'Angers. Nel 2007 viene aggregato alla seconda squadra. Nel 2008 passa al Racing 92. Nel 2009 viene ceduto al Penafiel. Nel 2010 si trasferisce al Freamunde. Nel gennaio 2012 viene acquistato dal Đồng Tâm. Nel gennaio 2013 si trasferisce al Ratchaburi Mitr Phol. Nel 2014 viene acquistato dal Moulien.

### Nazionale
Debutta in Nazionale il 5 luglio 2009, in Panama-Guadalupa (1-2). Mette a segno le sue prime due reti con la maglia della Nazionale il 27 ottobre 2012, in Guadalupa-Martinica (3-3), in cui mette a segno la rete del momentaneo 1-0 e quella del momentaneo 2-2. Ha partecipato, con la Nazionale, alla Gold Cup 2009 e alla Gold Cup 2011.